# Makito Yoshida
Makito Yoshida (født 20. oktober 1992) er en japansk fodboldspiller, som spiller for den japanske fodboldklub Ehime FC.